# Glottiphyllum nelii
Glottiphyllum nelii là một loài thực vật có hoa trong họ Phiên hạnh. Loài này được Schwantes mô tả khoa học đầu tiên năm 1928.